# Anikó Kálovics
Anikó Kálovics (Szombathely, 13 maggio 1977) è una mezzofondista e maratoneta ungherese.

## Palmarès
| Anno | Manifestazione              | Sede                   | Evento         | Risultato | Prestazione | Note                                     |
| ---- | --------------------------- | ---------------------- | -------------- | --------- | ----------- | ---------------------------------------- |
| 1996 | Mondiali juniores           | Sydney                 | 5000 m piani   | 11ª       | 16'28"33    |                                          |
| 1998 | Europei                     | Budapest               | 10000 m piani  | 12ª       | 33'09"87    |                                          |
| 2000 | Giochi Olimpici             | Sydney                 | 10000 m piani  | Batteria  | 33'20"40    |                                          |
| 2001 | Mondiali di mezza maratona  | Bristol                | Mezza maratona | 37ª       | 1h14'04"    |                                          |
| 2002 | Europei                     | Monaco di Baviera      | 10000 m piani  | 14ª       | 32'22"61    | Miglior prestazione personale stagionale |
| 2003 | Europei di cross            | Edimburgo              | Individuale    | Bronzo    | 22'26"      |                                          |
| 2003 | Mondiali                    | Parigi                 | 10000 m piani  | 20ª       | 32'15"96    |                                          |
| 2004 | Giochi olimpici             | Atene                  | 10000 m piani  | 20ª       | 32'21"47    |                                          |
| 2005 | Mondiali                    | Helsinki               | 5000 m piani   | Batteria  | 15'46"36    |                                          |
| 2006 | Europei di cross            | San Giorgio su Legnano | Corsa senior   | 4ª        | 25'26"      |                                          |
| 2006 | Mondiali di corsa su strada | Debrecen               | 20 km          | 11ª       | 1h06'20"    | Miglior prestazione personale            |
| 2008 | Giochi olimpici             | Pechino                | 10000 m piani  | 21ª       | 32'24"83    |                                          |
| 2010 | Europei                     | Barcellona             | 5000 m piani   | 7ª        | 15'29"44    | Miglior prestazione personale stagionale |
| 2012 | Giochi olimpici             | Londra                 | Maratona       | 95ª       | 2h45'55"    |                                          |

## Altre competizioni internazionali
2004
- Oro al 48º cross del Campaccio ( San Giorgio su Legnano), corsa campestre 6 km - 20'42"
- Bronzo alla 72ª Cinque Mulini ( San Vittore Olona), corsa campestre

2005
- Argento alla 73ª Cinque Mulini ( San Vittore Olona), corsa campestre
- Oro alla 34ª Stramilano ( Milano), mezza maratona - 1h11'57"
- Oro al Cross Internacional Valle de Llodio ( Llodio) - 21'02"

2006
- 4ª al 50º cross del Campaccio ( San Giorgio su Legnano), corsa campestre 6 km - 25'26"
- Oro alla 74ª Cinque Mulini ( San Vittore Olona), corsa campestre
- Oro alla Maratona d'Italia ( Carpi) - 2h26'43"
- Oro alla 35ª Stramilano ( Milano), mezza maratona - 1h10'55"
- Oro alla BOclassic ( Bolzano), 5 km - 15'44"

2007
- Bronzo alla 75ª Cinque Mulini ( San Vittore Olona), corsa campestre
- Oro alla Maratona d'Italia ( Carpi) - 2h28'17"
- Oro alla Lago Maggiore Half Marathon ( Stresa-Verbania) - 1h15'21"
- Oro alla 36ª Stramilano ( Milano), mezza maratona - 1h08'58"

2008
- Oro alla Maratona di Venezia ( Venezia) - 2h31'24"

2009
- Oro al 52º cross del Campaccio ( San Giorgio su Legnano), corsa campestre 6 km - 20'33"
- Oro alla 77ª Cinque Mulini ( San Vittore Olona), corsa campestre
- Bronzo alla 38ª Stramilano ( Milano), mezza maratona - 1h12'33"

2010
- Oro al 53º cross del Campaccio ( San Giorgio su Legnano), corsa campestre 6 km - 20'17"
- 4ª alla Dam tot Damloop ( Amsterdam-Zaandam), 10 miglia
- Bronzo alla Great South Run ( Portsmouth), 10 miglia
- 14ª alla Maratona di Firenze ( Firenze) - 2h59'20"

2011
- Oro al 54º cross del Campaccio ( San Giorgio su Legnano), corsa campestre 6 km - 20'04"